# Camané
Camané, vlastním jménem Carlos Manuel Moutinho Paiva dos Santos Duarte, (* 20. prosince 1966 Oeiras) je portugalský zpěvák, zabývající se stylem fado. Své první album Uma Noite de Fados, jehož producentem byl José Mário Branco, vydal v roce 1995. Branco se produkčně podílel na řadě jeho dalších alb. V roce 2017 přispěl na album, které nahrál David Fonseca u příležitosti nedožitých sedmdesátých narozenin anglického zpěváka Davida Bowieho. Camané zpíval v coververzi písně „Space Oddity“. V roce 2017 získal cenu Premio Tenco.